# دحيساوات
دُحيساوات (الاسم العلمي: Drilidae)، قبيلة حشرات خنفسية من فصيلة الدوديات السلكية، وتعرف باسم خنافس اليراعة الكاذبة.